# Agladrillia macella
Agladrillia macella là một loài ốc biển, là động vật thân mềm chân bụng sống ở biển trong họ Drilliidae.